# Білоруський полк
Білору́ський полк (Могилівський полк, Чауський полк) — адміністративно-територіальна і військова одиниця на білоруських землях у складі Гетьманщини в 1654–1659 роках.
Полк створений в ході Визвольної війни на звільнених українськими військами з-під влади Речі Посполитої білоруських землях. Полковим містом були Чауси (тепер Могилівська область Білорусі).
Територія Білоруського полку змінювалась через протидію московитських воєвод. Очолював полк Іван Золотаренко, який одночасно був наказним гетьманом українських військ у Білорусі, а пізніше Іван Нечай, який мав титул полковника білоруського, могилівського та гомельського. У грудні 1659 московитські війська захопили місто Старий Бихів. Після того залишки військ Білоруського полку вкоренилися у Слуцьку. Іван Нечай потрапив у полон, полк очолює Денис Мурашко.
Після ліквідації Білоруського полку його територія була захоплена Московією — Юрій Хмельницький, підписавши Переяславські статті, відмовився від претензій козацького гетьманату на білоруські території, поступившись ними Москві, полковника Івана Нечая було заслано до Сибіру. 1661-го року була спроба поновити полк, але невдала.

## Сотні
Сотенними містами полку були Акулино, Вербіж, Гомель, Гори, Городенка, Заболоття, Заозеро, Межево, Могильов, Новий Бихів, Пропойськ, Рогоза, Святозеро, Слизьке, Смоляни, Уланів, Чауси, Чериків, Чичерськ.
До складу полку входили сотні:
- Акулинська
- Вербізька
- Гомельська
- Горська
- Городенківська
- Зоболоцька
- Заозерська
- Межевська
- Могильовська
- Новобихівська
- Пропойська
- Рогізька
- Святоозерська
- Слизьківська
- Смолянська
- Уланівська
- Чауська
- Чериківська
- Чичерська